# La Chapelle (Ardenne)
La Chapelle è un comune francese di 170 abitanti situato nel dipartimento delle Ardenne nella regione del Grand Est.

## Società

### Evoluzione demografica
Abitanti censiti